# Love!: Thelma Love Song Collection
Love!: Thelma Love Song Collection é uma coletânea da cantora de J-pop e R&B Thelma Aoyama, lançado em 11 de fevereiro de 2009 e alcançou a primeira posição nas paradas semanais da Oricon, onde permaneceu por uma semana.

## Tracklist[1]
| N.º | Título                                                                     | Duração |  |
| 1.  | "Soba ni Iru ne (そばにいるね, I'm by Your Side)"                          |         |  |
| 2.  | "Daikkirai Demo Arigato (大っきらい でもありがと, I Hate You, But Thanks)" |         |  |
| 3.  | "Nando mo (何度も, How Many Times)"                                        |         |  |
| 4.  | "Mamoritai Mono (守りたいもの, Guy I Wanna Protect)"                       |         |  |
| 5.  | "Suki Desu. (好きです。, I Like You.)"                                     |         |  |
| 6.  | "Kono Mama Zutto (このまま ずっと, Just As It Is)"                         |         |  |
| 7.  | "Last Letter"                                                              |         |  |
| 8.  | "Love (DJ Kawasaki Remix)"                                                 |         |  |
| 9.  | "Again (Janet Jackson cover)"                                              |         |  |